# Ardenay-sur-Mérize
Ardenay-sur-Mérize è un comune francese di 474 abitanti situato nel dipartimento della Sarthe nella regione dei Paesi della Loira.

## Società

### Evoluzione demografica
Abitanti censiti